# Государственный строй Азербайджана
Государственный строй Азербайджана определяется Конституцией Азербайджанской Республики. Согласно конституции, принятой 12 ноября 1995 года, Азербайджан является демократической, светской, унитарной республикой. В Азербайджанской Республике государственная власть основывается на принципе разделения властей.
Государственная власть в Азербайджане организована на основе разделения власти, соответственно исполнительная власть принадлежит Президенту Республики, законодательная – Национальному Собранию (Милли Меджлис) , судебная – судам. Кабинет Министров является высшим органом исполнительной власти Президента Азербайджанской Республики. Органами местного самоуправления являются муниципалитеты.
Правительство Азербайджана состоит из министров и председателей государственных комитетов, а возглавляется премьер-министром Республики.

## Президент
Согласно Конституции Азербайджанской Республики Президент Азербайджанской Республики является главой государства и располагает исполнительной властью. Президент Азербайджанской Республики представляет страну во внутренних и внешних делах. Президент Азербайджанской Республики обеспечивает независимость, территориальную целостность Азербайджана, гарантирует соблюдение международных договоров.
Президент в Азербайджане избирается на 7-летний срок на основе всеобщего голосования. Кандидатом в президенты может стать любой гражданин Азербайджанской Республики, обладающий избирательным правом, больше 10 лет проживающий на азербайджанской территории, имеющий высшее образование, не имеющий двойного гражданства и обязательств перед другими государствами, а также не судимый за тяжкое преступление.  
Решение об отстранении от должности Президента Азербайджанской Республики выдвигается перед Национальным Собранием по инициативе Конституционного Суда на основании заключения Верховного Суда. Постановление об отстранении от должности президента принимается большинством (95/125) голосов депутатов Национального Собрания и в течение 7 дней подписывается председателем Конституционного Суда.
Президент обладает правом неприкосновенности. К полномочиям президента относятся:
- назначение на должность и освобождение от должности вице-президентов
- назначение выборов в Национальное Собрание Азербайджанской Республики
- представление в Национальное Собрание на утверждение государственного бюджета, военной доктрины
- утверждение экономических и социальных программ
- назначение на должность и освобождение от должности премьер-министра Азербайджанской Республики (с согласием Милли Меджлиса)
- представление в Национальное Собрание предложений о назначении на должность судей Конституционного, Верховного, Апелляционных  и других судов Азербайджанской Республики
- назначение на должность и освобождение от должности Генерального Прокурора Азербайджанской Республики (с согласием Милли Меджлиса)
- создание местных и центральных органов исполнительной власти
- формирование или роспуск Кабинета Министров Азербайджанской Республики
- назначение на должность и освобождение от должности членов Кабинета Министров Азербайджанской Республики
- отмена постановление Кабинета  Министров
- назначение и освобождение командного состава Вооруженных Сил Азербайджанской Республики
- формирование Администрации Президента Азербайджанской Республики
- назначение руководителя Администрации Президента Азербайджанской Республики
- формирование Совета Безопасности Азербайджанской Республики
- назначение референдума
- назначение внеочередных выборов
- осуществление помилования
- награждение наградами, званиями
- подпись и издание законов
- объявление чрезвычайного и военного положения
- объявление войны и заключение  мира  (с согласием Милли Меджлиса)[2]

## Вице-президент
Вице-президент Азербайджана – это группа должностей, следующих после президента Азербайджанской Республики. Президент сам назначает и освобождает от должности первого вице-президента и вице-президентов. При досрочной отставки президента, в течение 60 дней, пока будут организованы новые выборы, полномочия президента исполняются Первым вице-президентом Азербайджана. Первый вице-президент Азербайджана обладает неприкосновенностью; не может быть задержан, привлечён к уголовной ответственности, за исключением случаев задержания на месте преступления, не может подвергаться обыску или личному досмотру.
Вице-президентом Азербайджана может стать любой гражданин Азербайджанской Республики с высшим образованием, который обладает избирательным правом и не имеет обязанностей перед другими государствами. Вице-президенты обладают правом неприкосновенности.

## Милли Меджлис
Милли Меджлис (Национальное собрание) — однопалатный парламент Азербайджанской Республики. Это орган, осуществляющий законодательную власть в Азербайджанской Республике. Парламент состоит из 125 депутатов. Национальное собрание созывается каждые 5 лет, состав которого определяется на основе всеобщего голосования. Выборы проводятся каждые 5 лет, в первое воскресенье ноября.
Дважды в год проводятся очередные сессии Национального Собрания: весенняя и осенняя. Внеочередные сессии созываются председателем Национального Собрания по требованию Президента Азербайджанской Республики или не менее 42 депутатов Национального Собрания.
Кандидатом в депутаты Национального Собрания может стать любой гражданин Азербайджанской Республики, обладающий правом участия на выборах, не имеющий двойного гражданства и обязательства перед другими государствами, не работающий в исполнительной или судебной власти страны, религиозный деятели, лица, занимающиеся оплачиваемой деятельностью, за исключением научной, педагогической и творческой деятельности, осуждённые за тяжкие преступления и лица, недееспособность которых подтверждается судом.
Депутаты могут лишиться своего мандата при выходе из гражданства или принятии второго гражданства, при осуждении судом за тяжкое преступление, став религиозным деятелем или начав деятельность в государственных органов и по собственному желанию. Депутаты Национального Собрания обладают правом неприкосновенности в течение срока своих полномочий. Неприкосновенность депутата может быть прекращена решением Национального Собрания на основе предложения Генерального Прокурора Азербайджанской Республики.
Национальное Собрание Азербайджанской Республики решает вопросы, которые касаются организации деятельности Национального Собрания, создания дипломатических представительств по предложению Президента, административно-территориального деления страны, утверждения государственного бюджета по предложению Президента Азербайджанской Республики и контроль за его исполнением, утверждения военной доктрины по предложению Президента Азербайджанской Республики, согласия на назначение кандидата на должность премьер-министра по предложению Президента Азербайджанской Республики,  назначение и отстранение судей по предложению Президента Азербайджанской Республики, согласия назначение на должность и отстранения от должности Генерального Прокурора по предложению Президента Азербайджанской Республики, согласия на объявление войны и заключения мира по предложению Президента Азербайджанской Республики, назначения референдума и амнистии.

## Суды
Согласно Конституции Азербайджанской Республики судебная власть разделяется между судами на основе их мандатов. Существуют Конституционный суд, Верховный суд, апелляционные суды, общие суды и другие специализированные суды.
Судебная власть осуществляется посредством конституционного, гражданского и уголовного судопроизводства, в котором также участвует Прокуратура Азербайджанской Республики. Судьями могут быть азербайджанские граждане старше 30 лет, обладающие избирательным правом, имеющие высшее юридическое образование и стаж работы по юридической специальности 5 и более лет. Кроме судебной деятельности судьи не могут занимать никакую другую должность, не могут заниматься предпринимательской, коммерческой или другой оплачиваемой деятельностью, кроме научной, педагогической или творческой деятельности, не могут заниматься политической деятельностью и состоять в политических партиях. Судьи неприкосновенны, а также независимы и подчиняются Конституции и законам АР.

### Конституционный Суд Азербайджанской Республики
В Конституционный Суд входят 9 судей. Судьи Конституционного Суда назначаются Национальным Собранием на основе предложения Президента Азербайджанской Республики. В полномочия Конституционного Суда входит толкование Конституции, разрешение споров, связанных с разграничением полномочий между законодательной, исполнительной и судебной властями.

### Верховный Суд Азербайджанской Республики
Высшим судебным органом по гражданским, уголовным, административным и другим делам, отнесённым к производству общих и специализированных судов является Верховный Суд Азербайджанский Республики. Судьи Верховного Суда назначаются Национальным Собранием по предложению Президента Азербайджанской Республики.

### Апелляционные суды Азербайджанской Республики
Судами вышестоящей инстанции по делам, отнесённым законом к их полномочиям являются Апелляционные Суды Азербайджанской Республики. Судьи Апелляционного Суда назначаются Национальным Собранием по предложению Президента Азербайджанской Республики.

### Прокуратура Азербайджанской Республики
Прокуратура азербайджанской Республики осуществляет контроль за исполнением и примечанием закона. Генеральная прокуратура Азербайджанской Республики является центральным органом прокуратуры. Генеральный прокурор Азербайджанской Республики назначается на должность и освобождается от должности Президентом с согласия Национального Собрания. Территориальные и специализированные прокуроры назначаются на должность и освобождаются от должности Генеральным прокурором с согласием Президента.

## Кабинет Министров
Кабинет Министров – это высший орган Исполнительной власти Азербайджанской Республики при Президенте и руководящий орган министерствами. Подчиняется Кабинет Президенту. Кабинет Министров формируется после назначение Президента и подчиняется ему и может быть отправлен в отставку по приказу Президента. Председателем Кабинета Министров является Премьер-министр. Премьер-министра назначает Президент Азербайджанской Республики при одобрении его кандидатуры Милли Меджлисом.
Кабинет Министров Азербайджанской Республики состоит из Премьер-министра, его заместителей, министров и руководителей других центральных органов исполнительной власти. Кабинет Министров распускается при вступлении на должность нового Президента, который созывает новый Кабинет.
К полномочиям Кабинета относятся составление бюджета государства и представление его президенту, исполнение бюджета, осуществление государственных экономических и социальных программ, обеспечение финансово-кредитной и денежной политики, руководство за министерствами и остальными органами исполнительной власти Азербайджанской Республики.

## Муниципалитеты
Местное самоуправление в Азербайджане управляется муниципалитетами. Выборы в муниципалитеты и статус муниципалитетов устанавливает Национальное Собрание Азербайджанской Республики. В рамках суверенитета Азербайджанской Республики при осуществлении своих полномочий муниципалитеты независимы. Государство контролирует осуществление деятельности муниципалитетов. Отчёт о деятельности муниципалитеты представляют в Национальное Собрание Азербайджанской Республики. Муниципалитеты ответственны перед гражданами Азербайджанской Республики.
Каждый гражданин Азербайджанской Республики, обладающий правом участия в выборах и постоянно проживающий на соответствующих избирательных округах, может быть избран членом муниципалитета. Выборы в муниципалитет проводятся каждые 5 лет.
Муниципалитеты организуют свою работу посредством заседаний, которые созываются председателем муниципалитетов. Председатель избирается на заседаниях муниципалитета. Кроме этого, на заседаниях утверждаются регламент органа местного самоуправления, полномочия его членов, местный бюджет и его исполнение, налоги и сборы, принимаются местные программы социальной защиты, социального и экономического развития, экономические программы. В муниципалитетах Азербайджанской Республики решения принимаются большинством голосов членов муниципалитета.

## Нахичеванская Автономная Республика
Нахичеванская АР – автономное государство в составе Азербайджанской Республики, на территории которого действуют в обязательном порядке Конституция и законы Азербайджанской Республики, указы Президента и постановления Кабинета Министров Азербайджанской Республики.
Власть в Нахичеванской АР осуществляется на основе принципа разделения властей: законодательная власть принадлежит Верховному Собранию (Али Меджлис), исполнительная – Кабинету Министров Нахичеванской АР, а судебная – судам Нахичеванской АР.
На территории Нахичеванской АР действует Конституция Нахичеванской АР, которая представляется Президентом Азербайджанской Республики Национальному Собранию и утверждается конституционным законом.
Конституция и законы Нахичеванской АР принимаются Высшим Собранием с соответствием с Конституцией и законами Азербайджанской Республики; Кабинет Министров Нахичеванской АР принимает постановления, также не противоречащие Конституции и законам Азербайджанской Республики, указам Президента и постановлениям Кабинета Министров Азербайджанской Республики.

### Али Меджлис (Верховное Собрание)
Али Меджлис – это высший орган законодательной власти на территории Автономной Республики. Верховное Собрание дважды в год созывает очередные сессии. Собрание состоит из 45 депутатов. Срок полномочий каждого созыва – 5 лет, срок полномочий депутатов ограничивается сроком созыва. Депутатом может быть избран любой азербайджанский гражданин, постоянно проживающий на территории Нахичеванской АР, старше 25 лет, не имеющие двойное гражданство и обязательства перед другими государствами, не работающие в системе исполнительной или судебной власти, лица, не занимающиеся иной оплачиваемой деятельностью, исключая научную, педагогическую и творческую, а также религиозные деятели, лица, недееспособность которых подтверждена судом и осуждённые за тяжкие преступления.
Председатель Али Меджлиса является высшим должностным лицом Автономной Республики и избирается Али Меджлисом. Председателем может быть избран любой депутат Верховного Собрания с высшим образованием и старше 30 лет, более 5 лет постоянно проживающий на территории Нахичеванской АР, не имеющий обязательства перед другими государствами и двойного гражданства. Председатель Верховного Собрания может созвать внеочередные сессии.

### Кабинет Министров
Кабинет Министров – это высший орган исполнительной власти на территории Автономной Республики. Кабинет Министров подчиняется Верховному Собранию Нахичеванской АР. Кабинет Министров состоит из  входят премьер-министра Нахичеванской АР, его заместителей, министров и руководителей других центральных органов исполнительной власти Нахичеванской АР. Состав кабинет утверждается Верховным Собранием по представлению премьер-министра Нахичеванской АР.
Премьер-министр назначается Верховным Собранием на основе предложения Президента Азербайджана. Премьер-министров Нахичеванской АР может стать любой азербайджанский гражданин с высшим образованием и старше 30 лет, обладающий избирательным правом, не имеющий обязательств перед другим государством.
Членом Кабинета министров Нахичеванской АР может стать любой азербайджанский гражданин, не занимающий другую должность, не занимающийся предпринимательской, коммерческой и другой оплачиваемой деятельностью, кроме научной, педагогической и творческой.
Кабинет Министров Нахичеванской АР составляет проект бюджета АР и представляет его в Верховное Собрание, исполняет бюджет, осуществляет экономические и социальные программы и руководит министерствами и другими органами исполнительной власти Нахичеванской АР.

### Суды
Суды Нахичеванской АР осуществляют судебную власть на территории Нахичеванской АР. Судебная власть разделена между судами на основе их мандатов: Верховный суд (высший судебный орган по гражданским, уголовным и другим делам, отнесённым к производству общих судов; обеспечивает конституционный надзор), Экономический суд (судебный органом по рассмотрению экономических споров), общие и специализированные суды.
Судьи Верховного и Экономического судов Нахичеванской АР назначаются Президентом Азербайджанской Республики по представлению председателя Верховного Собрания Нахичеванской АР.
Прокуратура Нахичеванской АР — единый централизованный орган, основанный на подчинении территориальных прокуроров прокурору Нахичеванской АР и генеральному прокурору Азербайджанской Республики. Прокурор Нахичеванской АР назначается на должность Президентом Азербайджанской Республики по представлению генерального прокурора Азербайджанской Республики на основании предложения председателя Верховного Собрания Нахичеванской АР. Территориальные и специализированные прокуроры назначаются на должность и освобождаются от должности генеральным прокурором Азербайджанской Республики по предложению, данному Президенту Азербайджанской Республики председателем Верховного Собрания Нахичеванской АР, и согласованию с Президентом Азербайджанской Республики.

## Внешние ссылки
- Верховный суд Азербайджанской Республики
- Конституционный Суд Азербайджанской Республики
- Генеральная Прокуратура Азербайджанской Республики